# Biendorf (Mecklenburg)
Biendorf település Németországban, Mecklenburg-Elő-Pomeránia tartományban. Lakosainak száma 1226 fő (2023. december 31.).

## Népesség
A település népességének változása:
| Lakosok száma | 1179 | 1200 | 1196 | 1239 | 1249 | 1226 |
|               | 2015 | 2017 | 2019 | 2021 | 2022 | 2023 |